# Cattedrale di San Mac Cairthind (Enniskillen)
La cattedrale di San Mac Cairthind (in inglese: St Macartan's Cathedral) è la cattedrale anglicana di Enniskillen, in Irlanda del Nord, e sede della diocesi di Clogher, nell'ambito della chiesa d'Irlanda, insieme alla cattedrale di Clogher.

## Storia

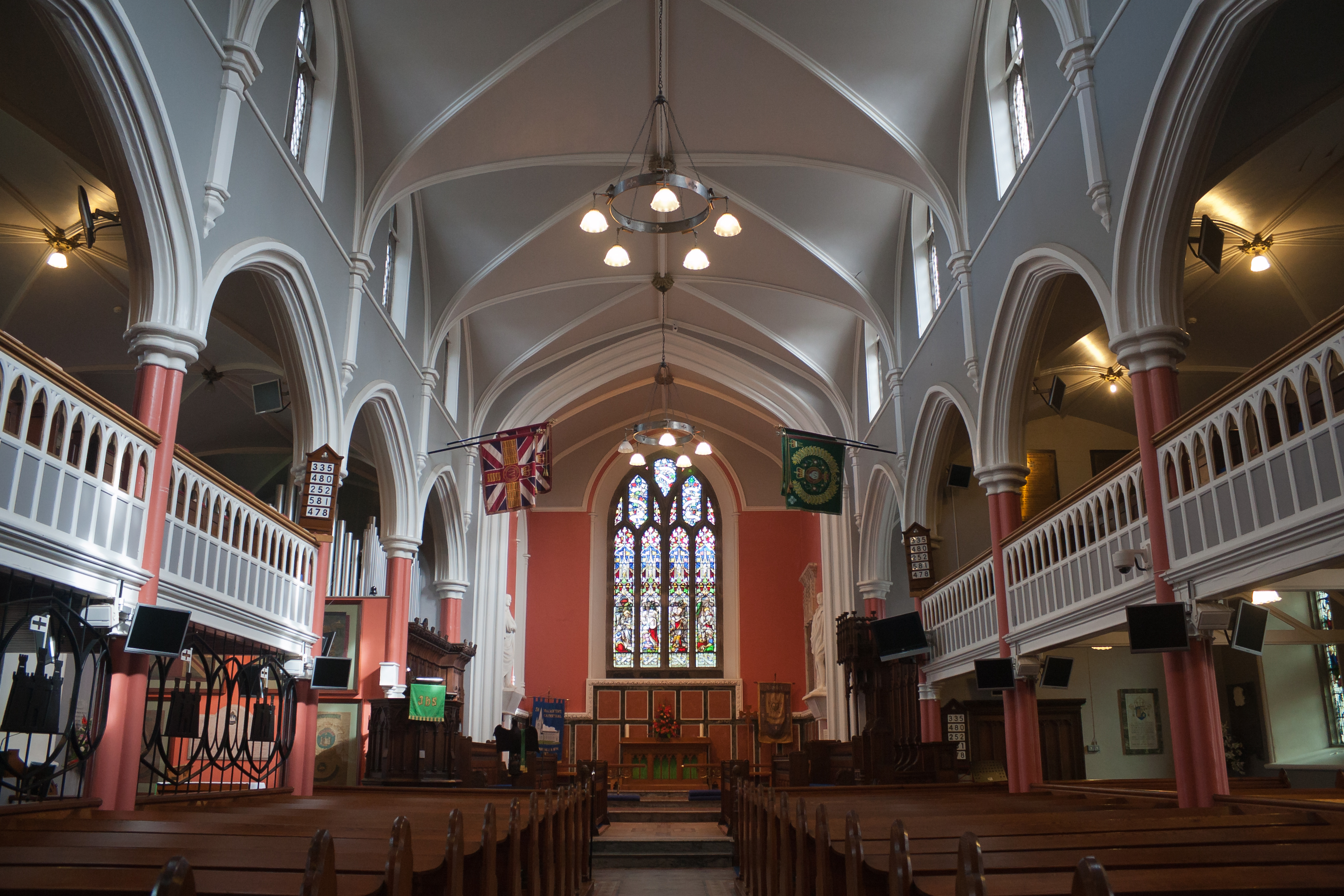
Interno

La prima chiesa sul sito dell'attuale cattedrale è stata edificata intorno al 1627 come parte originale della città di Enniskillen. Nel 1832 la chiesa era diventata strutturalmente pericolosa e venne sostituita dall'attuale edificio, che è stato completato nel 1842 come chiesa parrocchiale di Sant'Anna e riconsacrato come cattedrale di San Mac Cairthind nel 1923, diventando così la seconda cattedrale della diocesi di Clogher. La cattedrale incorpora elementi della chiesa precedente e ha una torre alta 45 m. La torre ospita un carillon di dieci campane, che può anche suonare melodie. Il coro fu ampliato successivamente, nel 1889.
L'attuale organo a canne è stato installato nel 1936 da Peter Conacher and Company ed è stato restaurato nei primi anni 1990. Nel 1964 è stata aggiunta una serie di nuove sale insieme con una sala conferenze e nel 1970 parte della navata è stato convertito nella Cappella di Reggimento dell'Inniskilling Regiments.